# 大西洋盔魚
大西洋盔魚（学名：Coris atlantica）為輻鰭魚綱鱸形目隆頭魚亞目隆頭魚科的一種鱼类，其种加词“atlantica”意为“大西洋的”。分布於東大西洋區，從維德角群島至賴比瑞亞海域，棲息在礁石區海域，生活習性不明。